# 회색따오기
회색따오기(Spot-breasted ibis)는 아프리카 저지대 숲과 늪지대 숲에서 발견되는 따오기아과의 일종이다. 열대 아프리카의 울창한 열대 우림을 선호하기 때문에 잘 보이지 않고 탈산림화에 취약하다.

## 묘사
회색따오기는 작고 어두운 따오기 (약 47cm)로, 긴 다리와 긴 붉은 부리를 가지고 있다. 성체는 머리 뒤쪽에 길고 느슨한 볏이 있으며, 짙은 갈색에서 검은색과 광택이 나는 녹색을 띈다. 깃털은 다양하지만 대부분 갈색-파란색을 띠는 경향이 있다. 맨틀은 갈색과 가장자리가 있는 황갈색이지만 반짝이는 녹색을 띈다. 엉덩이와 꼬리는 청록색이고 꼬리는 약간 청록색이다. 청흑색 날개와 검은색 밑날개가 있다. 견갑골과 안쪽 2족골에는 홍채색 청동 녹색이 있다.
가장 잘 구별되는 특징은 종을 식별하는 진단 도구로 사용되는 목, 가슴, 배라는 이름에서 찾을 수 있다. 그렇지 않으면 윗부분이 균일하게 어둡고 눈 앞과 뒤에 청록색 녹색 반점이 있다(암컷이 더 작음). 비슷한 색의 줄무늬가 부리에 맞춰 얼굴을 가로지른다.
날개 길이는 270~290mm, 부리 길이는 115~130mm, 족저 길이는 56~65mm이다. 날아다니는 새는 넓은 날개와 짧은 꼬리로 구별할 수 있다. 어린 새는 더 둔하고 볏이 짧다.

## 분포 및 서식지
회색따오기는 앙골라, 카메룬, 중앙아프리카 공화국, 콩고 공화국, 콩고 민주 공화국, 코트디부아르, 적도 기니, 가봉, 가나, 기니, 라이베리아, 나이지리아, 시에라리온, 우간다에서 발견된다. 넓은 지역에서 발견되지만 흔하지 않고 희귀한 것으로 간주된다. 이 지역에 서식하는 종이기 때문에 이들은 이주하지 않고, 일 년 내내 그곳에서 생활한다. 서식지는 개울 근처의 숲이 우거진 늪이나 숲이 우거진 지역에 있다.

## 행동
회색따오기는 보통 조용하고 외딴 곳에 있기 때문에 관찰하기 어렵다. 방해를 받으면 종종 땅에서 인근 횃대로 씻겨 내려가 침묵을 유지한다. 비행 중에 부르는 해질녘과 새벽에 가장 잘 위치한다.

### 발성
그들은 보통 땅에서 먹이를 먹을 때 조용하고 은밀하게 행동한다. 새벽과 황혼이 되면 새들이 날아와서 크고 시끄러운 "ha-han" 소리를 낸다.

### 먹이
회색따오기는 잡식성이며 다양한 작은 갑각류 및 곤충과 함께 일부 식물 재료를 먹는다. 무척추동물로는 땅벌레, 벌레, 수생 달팽이, 유충 및 다양한 딱정벌레가 있다. 일반적으로 주행성이지만 때때로 달빛에 의해 밤에 먹이를 먹는다. 대부분의 개체는 둥지를 떠나 혼자 또는 짝을 지어 먹이를 먹는다. 다른 따오기와 마찬가지로 회색따오기는 늪지대와 숲의 강둑과 개울을 따라 진흙을 탐사한다.

### 번식
회색따오기의 둥지는 보통 지상 1~6미터의 나뭇가지나 물 위에서 발견된다. 이들은 단독으로 둥지를 틀고 있으며 일반적으로 한 번에 두 개의 알을 낳는다. 번식은 일 년 내내 일어나지만, 물의 수위가 너무 낮은 긴 건기에는 예외이다. 예를 들어 가봉에서는 7월과 8월을 제외한 모든 달에 새를 낳으며, 3~5월과 9~12월에 절정을 이룬다. 절정은 지역 우기에 해당한다. 부화에는 약 20일이 걸린다. 병아리는 부화 후 약 40일이 지나면 독립적이다. 다른 따오기와 마찬가지로 병아리는 반만성성이며, 6일 후에는 두꺼운 흰색 솜털로 대체되는 흑갈색 솜털로 태어난다.

## 보존
기니-콩고 지역의 다른 많은 새들과 마찬가지로 회색따오기도 서식지 파괴와 단편화의 위험에 처해 있다. 삼림 벌채로 인해 이 새들이 선호하는 울창한 열대 우림이 대부분 파괴되었다. 사냥꾼들도 이 종의 성공에 부정적인 영향을 미쳤다. 데이터베이스 항목에는 이 종이 최소관심종인 이유에 대한 정당성이 포함되어 있다. 예를 들어 어부들은 둥지를 잡는 것으로 알려져 있다. 그럼에도 불구하고 이 종은 전 세계적으로 위협받지 않는 것으로 간주된다.